# Matías Reynagas
Matías Reynagas (* 9. November 2002) ist ein argentinischer Leichtathlet, der sich auf den Langstreckenlauf spezialisiert hat.

## Sportliche Laufbahn
Erste Erfahrungen bei internationalen Meisterschaften sammelte Matías Reynagas im Jahr 2021, als er bei den U20-Südamerikameisterschaften in Lima in 8:19,81 min die Goldmedaille im 3000-Meter-Lauf gewann und über 5000 Meter in 14:43,5 min die Silbermedaille gewann. Zudem gewann er mit der argentinischen 4-mal-400-Meter-Staffel in 3:18,92 min die Bronzemedaille. Anschließend belegte er bei den erstmals ausgetragenen Panamerikanischen Juniorenspielen in Cali in 15:06,03 min den sechsten Platz im 5000-Meter-Lauf. Zudem begann er ein Studium an der California Baptist University in den Vereinigten Staaten. 2025 belegte er bei den Südamerikameisterschaften in Mar del Plata in 29:04,12 min den vierten Platz im 10.000-Meter-Lauf.
2025 wurde Reynagas argentinischer Meister im 5000-Meter-Lauf.

## Persönliche Bestzeiten
- 3000 Meter: 8:19,81 min, 10. Juli 2021 in Lima
- 5000 Meter: 13:44,58 min, 31. März 2023 in Palo Alto
- 10.000 Meter: 28:42,88 min, 29. März 2024 in Palo Alto